# Diccionario infernal
El Diccionario Infernal (en francés: Dictionnaire Infernal) es un diccionario de demonología.
Fue escrito por Jacques Auguste Simon Collin de Plancy y publicado por primera vez en 1818, en París. Décadas después Louis Le Breton creó un conjunto de 69 ilustraciones de los demonios descritos en el libro y las añadió al trabajo de Collin de Plancy publicándolas junto con descripciones breves en la nueva edición de 1863. El libro se publicó en francés en ambas ediciones.

## Historia

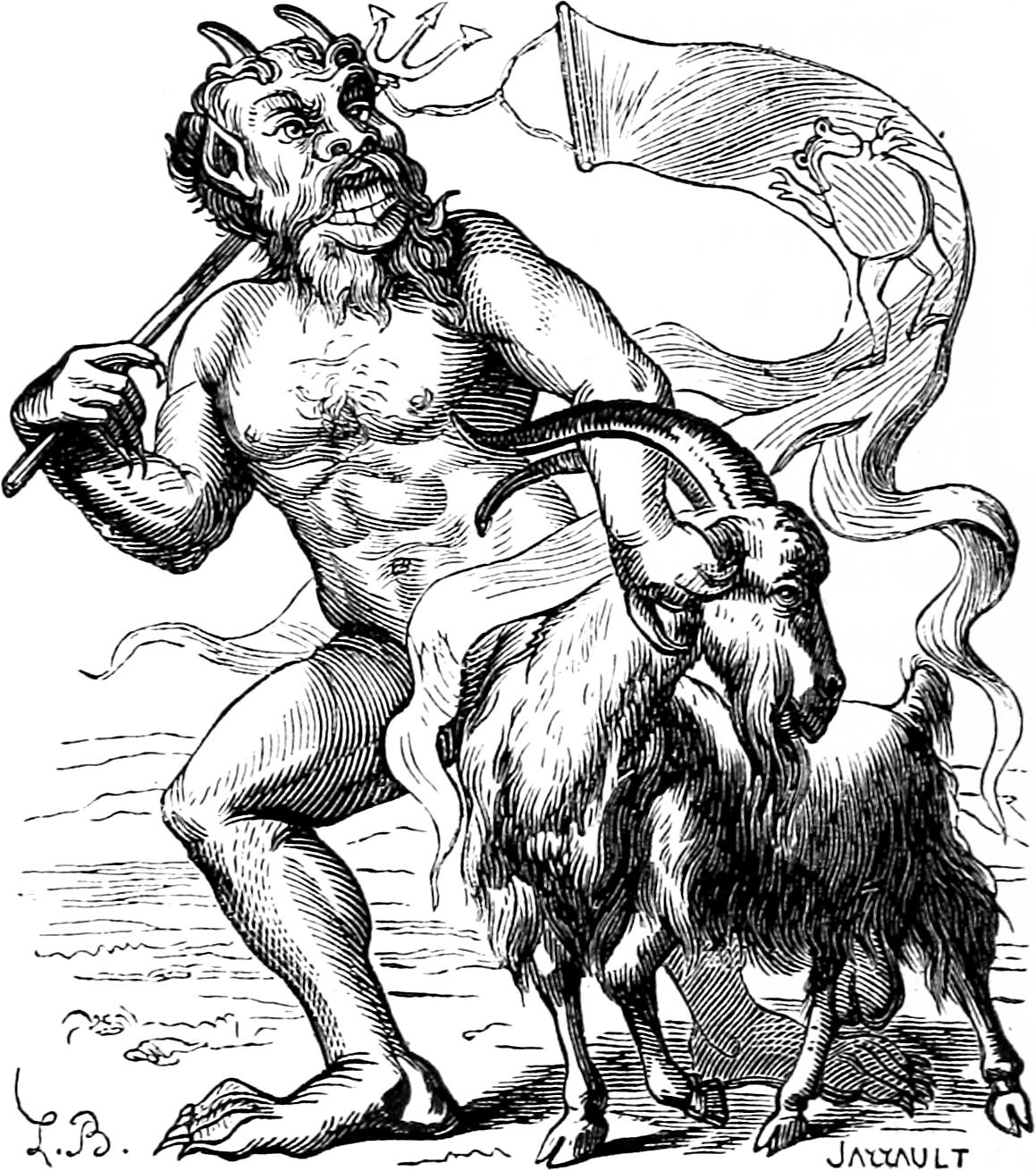
Ilustración de Azazel según el Diccionario infernal.

El libro se publicó por primera vez en 1818 y luego se dividió en dos volúmenes, con seis reimpresiones y muchos cambios, entre 1818 y 1863. Este libro intenta dar cuenta de todo el conocimiento sobre las supersticiones y la demonología.
Una revisión en 1822 decía:

Anécdotas del siglo XIX o historias, anécdotas recientes, características y palabras poco conocidas, aventuras singulares, diversas citas, compilaciones y piezas curiosas, destinadas a servir la historia de las costumbres y la mente del siglo en el que vivimos, en comparación con siglos pasados.

La portada de la edición de 1826 dice:

Diccionario Infernal, o, una Biblioteca Universal sobre los seres, personajes, libros, obras y causas que pertenecen a las manifestaciones y la magia del tráfico con el infierno; adivinaciones, ciencias ocultas, grimorios, maravillas, errores, prejuicios, tradiciones, cuentos populares, las diversas supersticiones y, en general, todo tipo de creencias maravillosas, sorprendentes, misteriosas y sobrenaturales.

Influenciado por Voltaire, Collin de Plancy inicialmente no creía en la superstición. Por ejemplo, el libro tranquiliza a sus contemporáneos en cuanto a los tormentos del infierno: "Negar que hay pesares y recompensas después de la muerte es negar la existencia de Dios, ya que Dios existe, debe ser necesariamente así. Pero solo Dios podía conocer los castigos impuestos al culpable, o el lugar que los contiene. Todos los catálogos hechos aquí son sólo el fruto de una imaginación más o menos desordenada. Los teólogos deberían dejar a los poetas la representación del infierno, y no buscar asustar a las mentes con pinturas espantosas y libros espantosos" (p.164).
El escepticismo de Collin de Plancy disminuyó cada vez más con el tiempo. A fines de 1830 era un entusiasta católico, para consternación de sus antiguos admiradores. En años posteriores, De Plancy rechazó y modificó sus trabajos anteriores, revisando minuciosamente su Diccionario Infernal para conformarse con la teología católica. Esta influencia se ve más claramente en la sexta y última edición de 1863 del libro, que está decorado con muchos grabados y busca afirmar la existencia de los demonios. De Plancy colaboró con Jacques Paul Migne, un sacerdote francés, para completar un Diccionario de las ciencias ocultas o Enciclopedia teológica, que se describe como una auténtica obra católica.
Muchos artículos escritos en el Diccionario Infernal ilustran la vacilación del autor entre el racionalismo, la fe y la voluntad de creer sin evidencia. Por ejemplo, admite la posible efectividad de la quiromancia, al tiempo que rechaza la cartomancia: 

"Es cierto que la quiromancia, y especialmente la fisonomía, tienen al menos cierta plausibilidad: dibujan sus predicciones a partir de signos que se relacionan con características que distinguen y caracterizan a las personas; que los sujetos llevan consigo mismos, que son obra de la naturaleza, y que alguien puede creer de manera significativa, ya que son únicos para cada individuo. Pero las cartas, simplemente artefactos humanos, no conocen ni el futuro, ni el presente, ni el pasado , no tienen nada de la individualidad de la persona que los consulta. Para miles de personas diferentes tendrán el mismo resultado, y consultados veinte veces sobre el mismo tema, producirán veinte producciones contradictorias "(p.82).

## Lista de demonios

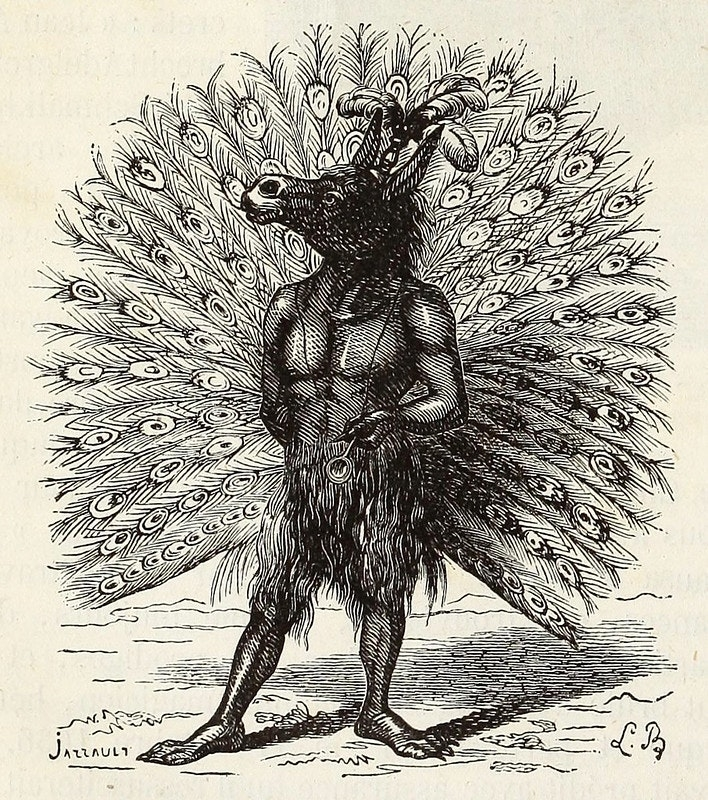
Adramelec
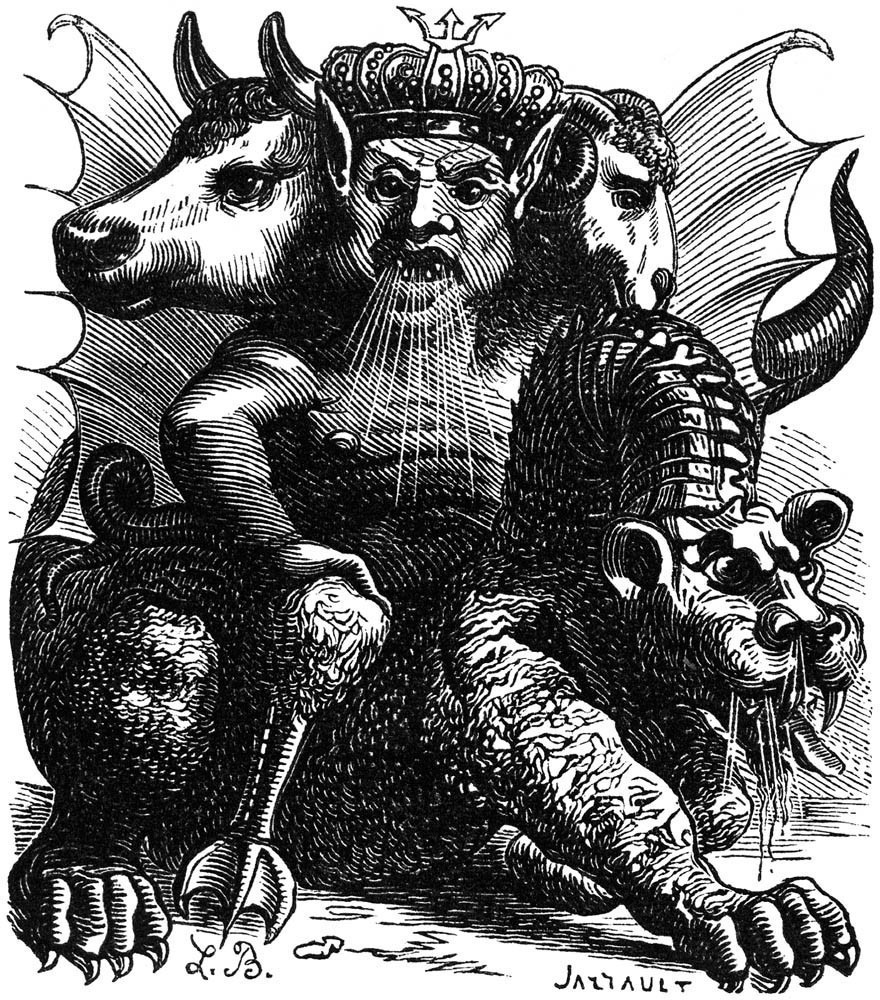
Asmodeo
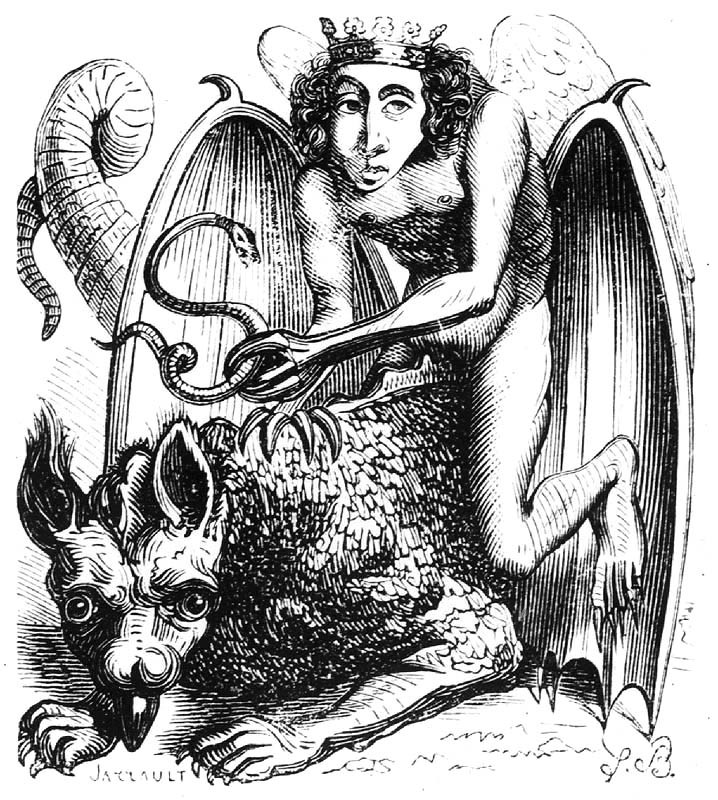
Astaroth
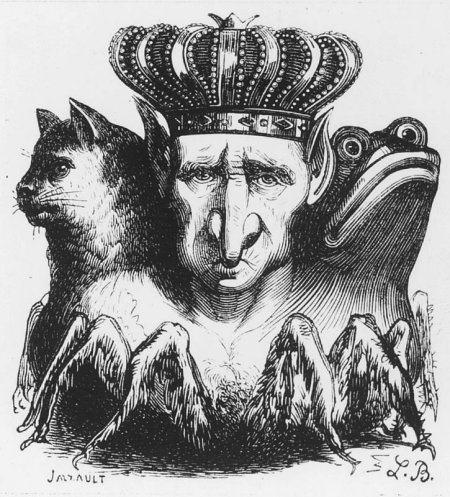
Bael
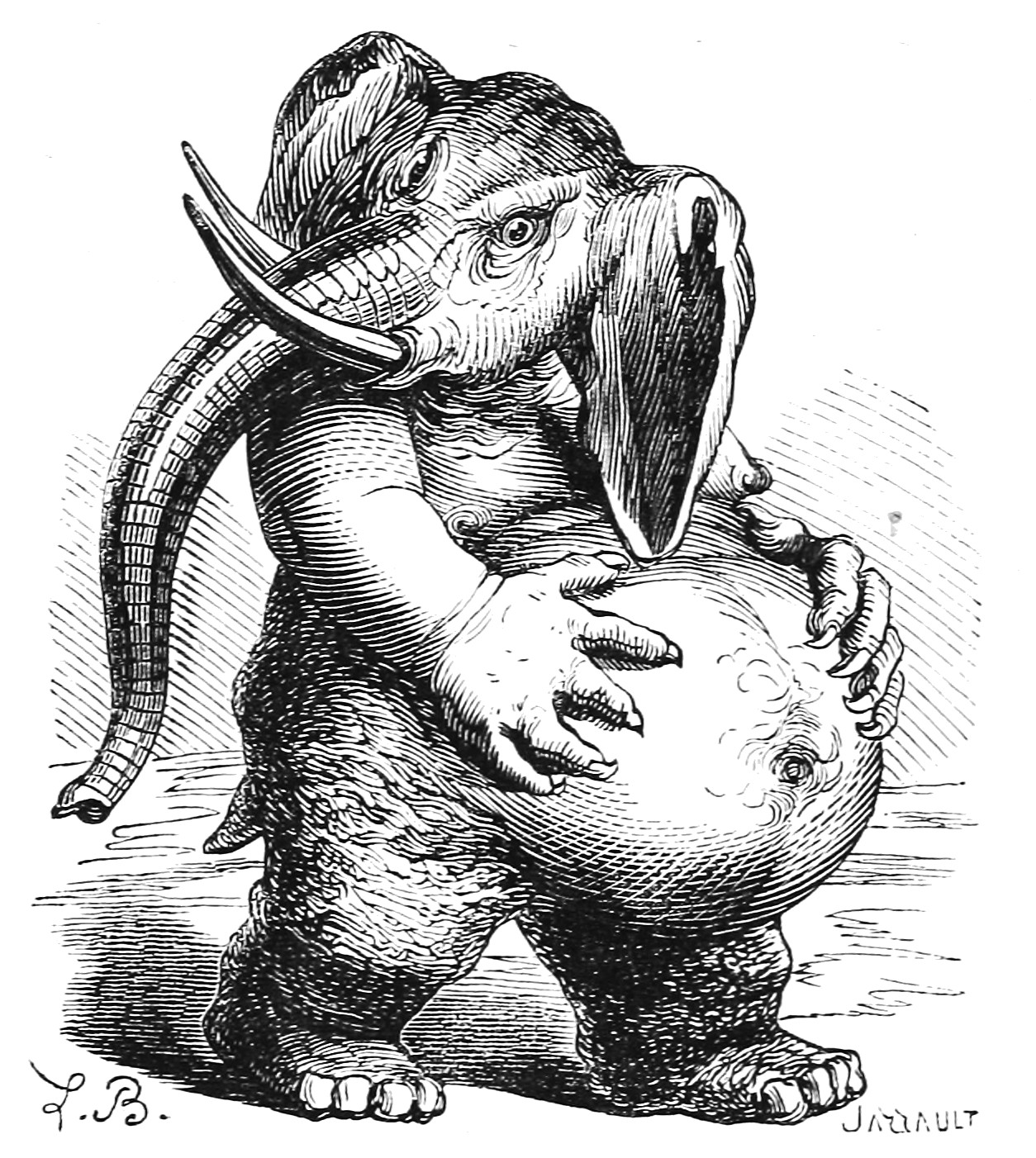
Behemot
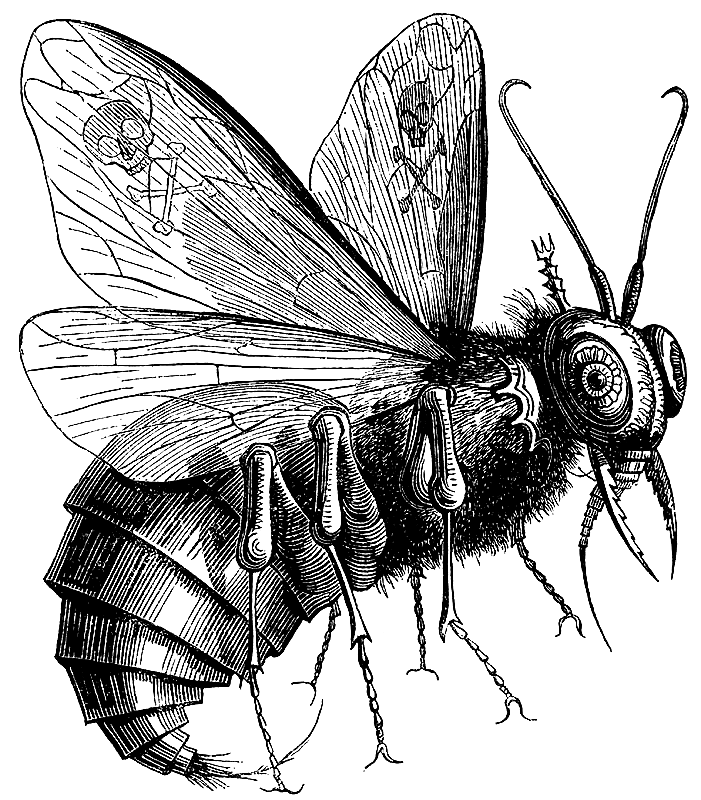
Belzebuth
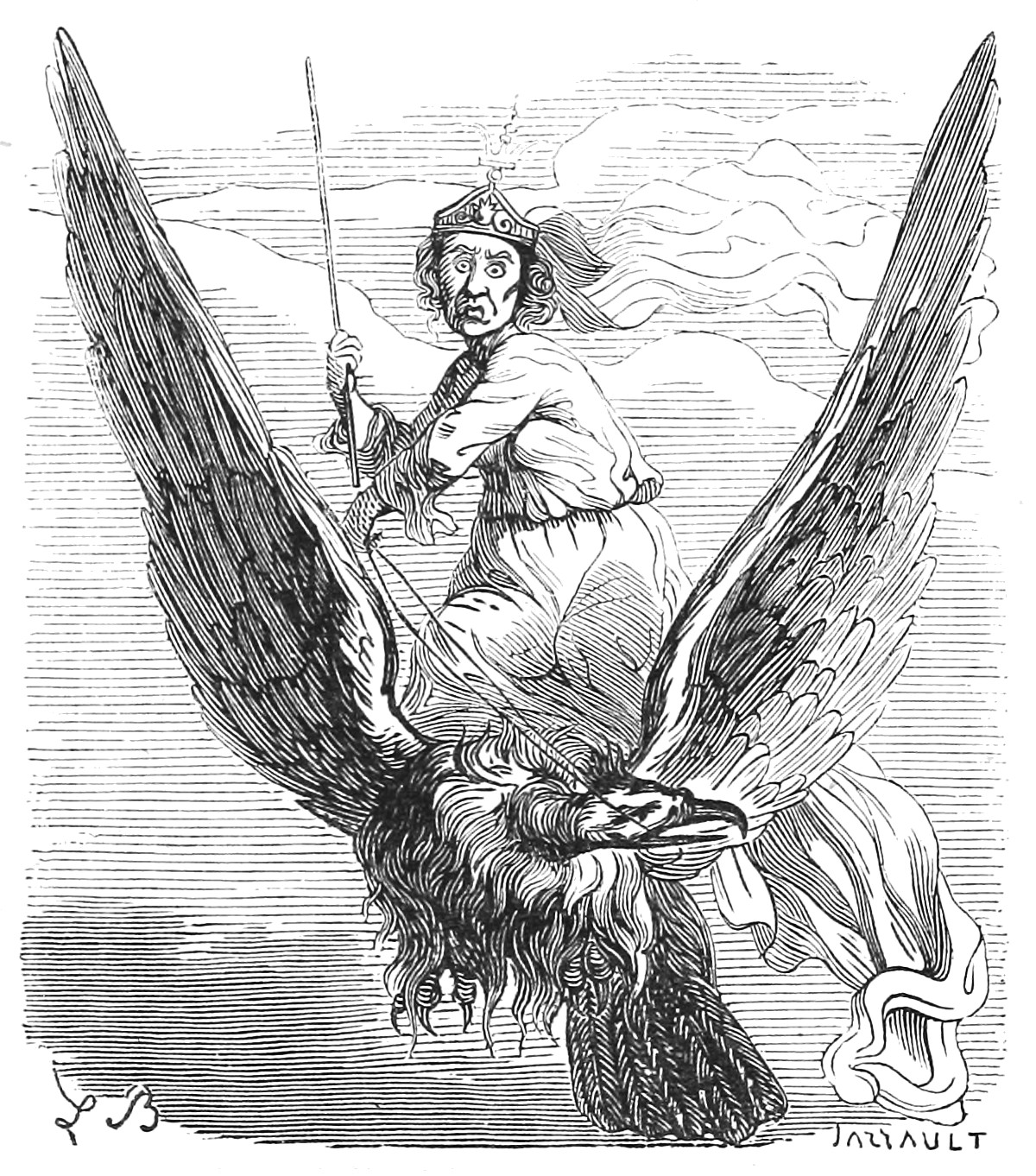
Flaga

1. Abadón
2. Eligos
3. Abraxas
4. Adramelec
5. Aguares
6. Alastor
7. Alocer
8. Amduscias
9. Amon (demonio)
10. Andras
11. Asmodeus
12. Astaroth
13. Azazel
14. Bael
15. Balan
16. Barbatos
17. Behemoth
18. Beleth
19. Belphegor
20. Belzebuth
21. Berith
22. Bhairava/Beyrevra
23. Buer
24. Caacrinolaas
25. Kali
26. Caym
27. Cerbere
28. Deumus Deimos
29. Eurynome
30. Flaga
31. Flavros
32. Forcas
33. Furfur
34. Ganga-Gramma
35. Garuda
36. Guayota
37. Gomory
38. Haborym
39. Ipes
40. Lamia
41. Lechies
42. Leonard
43. Lucifer
44. Malphas
45. Mammon
46. Marchosias
47. Melchom
48. Moloch
49. Nickar
50. Nybbas
51. Orobas
52. Paimon
53. Picollus
54. Pruflas/Busas
55. Rahovart
56. Ribesal
57. Ronwe
58. Scox
59. Stolas
60. Tap
61. Torngarsuk
62. Ukobach
63. Volac
64. Wall
65. Xaphan
66. Yan-gant-y-tan
67. Zaebos